# Шпигел
„Дер Шпигел“ (на немски: Der Spiegel – „Огледало“) е немскоезично ежеседмично списание.
То е най-старото новинарско списание в Германия, основано през 1946 г. като очевидно копие на американските списания „Тайм“ и „Нюзуийк“. Издава се в Хамбург.
Списанието е сред най-съдържателните по вида си в Европа със седмичен тираж от над 1 милион броя. 

## Обща информация
Първото издание на Дер Шпигел е публикувано в Хановер в събота, 4 януари 1947 г. Издадено е по идея и със средства на британската окупационна администрация, предшествано е от списание Diese Woche (Тази седмица), което е публикувано за първи път през ноември 1946 г. След несъгласия с британците, списанието е предоставено в ръцете на Рудолф Аугщайн в качеството му на главен редактор, името на списанието е сменено на „Дер Шпигел“. Аугщайн е на поста от първото издание през 1947 г. смъртта му на 7 ноември 2002 г.
След 1950 г. списанието става собственост на Аугщайн и на Джон Яр; делът на Яр се слива с този на Ричард Грюнер през 1965 г., като по този начин се създава издателството „Грюнер и Яр“. През 1969 г. Аугщайн купува „Грюнер и Яр“ за 420 милиона марки и става едноличен собственик на „Дер Шпигел“. През 1971 г. Грюнер и Яр изкупува обратно 25% дял от списанието. През 1974 г. Аугщайн променя структурата на компанията и превръща служителите в акционери. Всички служители с повече от три години стаж във фирмата получават възможността да станат съсобственици и да участват в управлението на компанията, както и да получават част от дивидентите.
От 1952 г. Дер Шпигел се намира в собствената си сграда, разположена в старата част на Хамбург.
През 1994 г. е стартирана и Интернет версията на списанието – Шпигел Онлайн.
Дер Шпигел е подобно по вид и оформление на американските новинарски списания като Тайм или Нюзуик. По отношение на тематиката и обема детайли в статиите е сравнимо с Атлантик Мантли. В Германия е известно с характерния си академичен стил и голям обем – стандартно издание може да достигне 200 и повече страници. Обикновено съотношението между съдържание и реклама е 2:1.

## Развитие
Тиражът на Дер Шпигел нараства бързо. От 15 000 копия през 1947 г. се увеличава на 65 000 през 1948 г. и 437 000 през 1951 г. До 70-те години нараства до 900 000 копия. След обединението на Германия през 1990 г. списанието става достъпно за читатели в бивша Източна Германия, тиражът надхвърля един милион. Влиянието на списанието се основава на два стълба; първо, моралния авторитет, създаден от разследващата журналистика от ранните години на списанието, която през 1980-те години излиза с няколко сензационни новини; на второ място, икономическата сила на богатото издателство „Шпигел“. От 1988 г. пуска и телевизионна програма – Шпигел ТВ, която впоследствие се разнообразява през 1990-те години. Освен другите издания, Шпигел Ферлаг днес публикува и месечното списание „Мениджър“.
През 1993 г. издателската компания „Хубер Бурда Медия“ представя ежеседмичното списание Фокус като алтернатива на „Шпигел“. То поставя начало на нов стил, характеризиращ се с по-кратки статии, съчетани с по-впечатляващо оформление и почти успява да догони „Шпигел“ по тираж.